# Lebedîne, Ustînivka
Lebedîne (în ucraineană Лебедине) este localitatea de reședință a comunei Jovtneve din raionul Ustînivka, regiunea Kirovohrad, Ucraina.

## Demografie
Componența lingvistică a localității Lebedîne
     Ucraineană (98,75%)
     Rusă (1,25%)
Conform recensământului din 2001, majoritatea populației localității Lebedîne era vorbitoare de ucraineană (98,75%), existând în minoritate și vorbitori de rusă (1,25%).